# Битва під Грансоном
Битва під Грансоном — битва, що відбулась 2 березня 1476 року поблизу фортеці Грансон під час Бургундських воєн між бургундськими військами під керівництвом Карла Сміливого з одного боку та ополченням швейцарських кантонів з іншого боку.

## Передумови
Уклавши в 1475 році договір з Францією та Священною Римською імперією, Карл Сміливий кинув всі сили проти швейцарців. У лютому 1476 року він захопив фортецю Грансон, гарнізон якої налічував 800 чоловік.

## Хід битви
Швейцарські війська зосередились поблизу Муртена. Ранком 2 березня авангард швейцарців підійшов до Грансена та зав'язав перестрілку. Головні сили бургундців були розділені на 3 баталії, які прямували одна за одною. Об'єднані сили швейцарців вишикувались в каре, по обидва боки якого стояла артилерія, на правому фланзі — стрільці.
Бургундська кавалерія правого крила атакувала озброєних довгими піками та алебардами швейцарців, але була контратакована та відкинута. Невдачею закінчилась також атака кінноти лівого крила. Потім швейцарці самі перейшли в атаку та змусили війська Карла Сміливого тікати. В ході битви до швейцарців підійшло підкріплення, яке зразу ж почало атакувати відступаючих бургундців. Це довершило їх поразку. Втрати бургундців склали 1500 чоловік, швейцарців — 250 чоловік.

## Наслідки
Карл Сміливий змушений був залишити Грансон. Проте, оскільки швейцарці після битви розійшлись по домівках, це дозволило герцогу оговтатись від поразки та зібрати нову армію. Найгіршим наслідком для Карла Сміливого була втрата всієї артилерії — 400 гармат, які були захоплені швейцарцями та використані ними в наступних битвах.